# José Ramón Recalde
José Ramón Recalde Díez (San Sebastián, Guipúzcoa, 1930 - Ib., 17 de julio de 2016) fue un jurista, ensayista, político y profesor socialista español que desarrolló su actividad en el País Vasco y fue víctima de un grave atentado por parte de la banda terrorista ETA el 14 de septiembre de 2000  cerca de su domicilio.

## Biografía
Doctor en Derecho por la Universidad del País Vasco, fue catedrático y profesor emérito de la Facultad de Ciencias Empresariales de la Universidad de Deusto en San Sebastián.
Abogado laboralista, fue uno de los fundadores del Frente de Liberación Popular (FLP, más conocido por FELIPE). Fue detenido y condenado en Consejo de Guerra por pertenencia a organizaciones ilegales durante la dictadura franquista en varias ocasiones, cumpliendo un año de prisión de 1962 a 1963. En ese tiempo fue sometido a tortura. Se incorporó al Partido Socialista Obrero Español y a la Unión General de Trabajadores. Fue abogado de sindicalistas y movimientos sociales, como el antinuclear, e impulsor de la primera ikastola de la postguerra en San Sebastián.
Cuando se creó el Consejo General Vasco, órgano preautonómico de gobierno en el País Vasco, fue nombrado Director de Derechos Humanos en la Consejería de Interior. Más tarde sería consejero de Educación, Universidades e Investigación del Gobierno Vasco de 1988 a 1991 y de Justicia de 1991 a 1995.
Fue miembro del Consejo de Estado de España durante el segundo mandato del presidente del gobierno José Luis Rodríguez Zapatero.
Estuvo casado con María Teresa Castells (1935-2017), con quien fundó la "librería Lagun" de San Sebastián (junto con Ignacio Latierro), conocida por su lucha cultural contra el franquismo y el terrorismo de ETA, por lo que su local sufrió innumerables ataques y pintadas amenazantes por radicales afines al grupo terrorista. Finalmente, la librería cerró sus puertas por bajas ventas en agosto de 2023.

### Atentado
El 14 de septiembre de 2000 sufrió un grave atentado de ETA cerca de su domicilio, en el barrio de Igueldo, cuando un activista de la banda terrorista le disparó a quemarropa al salir de su coche, dándole en la mandíbula. Gracias a la afortunada impericia del terrorista etarra, Óscar Celarain, Recalde sobrevivió al atentado.
La acción terrorista fue perpetrada por el comando Argala, integrado por Andoni Otaegi, Juan Carlos Besance y Óscar Celaráin (que fue quien apretó el gatillo). Posteriormente fueron condenados a 19 años de cárcel cada uno. Francisco Javier García Gaztelu, Txapote, jefe militar en aquel momento, fue quien ordenó el atentado.

## Obras
Entre sus obras destaca Fe de vida (ISBN 84-8310-972-7) publicada en 2004 y por la que recibió el XVII Premio Comillas de biografía. Entre sus ensayos intelectuales destacan Integración y lucha de clases en el neocapitalismo (1982), La construcción de las naciones (1982) y Crisis y descomposición de la política (1995).

## Reconocimientos
Estaba en posesión de la Orden del Mérito Constitucional y de la Gran Cruz de Alfonso X el Sabio.
Fue elegido miembro de número de Jakiunde, Academia de las Ciencias, de las Artes y de las Letras en 2009.